# Fossa Regia
La fossa Regia fu il primo tratto di limes africanus. Rappresentò per almeno un quarantennio il confine meridionale della provincia romana d'Africa, con fini più che altro amministrativi, piuttosto che militari. Essa fu costruita, al momento dell'annessione di Scipione Emiliano (nel 146 a.C.), con un semplice fossato.

## Storia
Il fosso fu originariamente creato al termine della terza guerra punica, subito dopo la distruzione di Cartagine (nel 146 a.C.) da parte delle truppe del console romano Scipione Emiliano. Quest'ultimo, assistito da una commissione di dieci membri, fissò così i limiti della provincia appena costituita, con i territori conquistati. Il tracciato partiva dalla foce del Oued el-Kebir a Thabraca (Tabarka), poi scendeva verso sud, passando a nord di Thugga (Dougga), e dopo aver aggirato il Djebel Zaghouan, raggiungeva la costa sulla piccola Sirte (Golfo di Gabès), a Thaenae (Henchir Tina).
Dopo il 46 a.C. la fossa Regia servì come confine tra le province dell'Africa Nova ad ovest, e l'Africa Vetus ad est. L'unione di queste due province nella nuova provincia dell'Africa proconsolare avvenne sotto Augusto. Essa sopravvisse almeno fino in epoca Flavia.